# Étage (géologie)
Pour l’article homonyme, voir étage.
Un étage, ou étage stratigraphique, est une subdivision d'une série géologique basée sur la chronostratigraphie, c'est-à-dire sur les résultats obtenus par les méthodes de la biostratigraphie et de la lithostratigraphie.
Cette subdivision stratigraphique correspond à l’unité de temps de base dans l'échelle des temps géologiques, c'est-à-dire l'âge (voir tableau ci-contre) dont la durée est de l'ordre de quelques millions d'années.

## Historique
Au XIXe siècle les géologues et plus spécialement les stratigraphes ont regroupé, sur un même affleurement, des ensembles de couches sédimentaires partageant des caractéristiques paléontologiques communes. Ces affleurements-type, naturels ou artificiels (carrières), appelés stratotypes, sont devenus des sites de référence pour définir des intervalles de temps spécifiques: les étages.
Mais ces premières descriptions, limitées à l'échelle de bassins sédimentaires ou de pays, ont abouti à une multiplication du nombre d'étages. Il s'est vite avéré que plusieurs d'entre eux pouvaient recouvrir tout ou partie d'un même intervalle de temps.
Au cours du XXe siècle, la tendance dominante a donc été de simplifier l'échelle stratigraphique des étages (mises en synonymie, suppressions ou même créations sur de nouveaux stratotypes plus représentatifs de l'intervalle de temps considéré).
À partir des années 1980, la Commission internationale de stratigraphie (ICS) et l’Union internationale des sciences géologiques (UISG) se sont appliquées à la définition d'une échelle stratigraphique universelle des étages géologiques. Dans ce but des points stratotypiques mondiaux (PSM) (en anglais : Global Boundary Stratotype Section and Point, GSSP) ont été définis sur les stratotypes. Ils déterminent les limites existantes entre deux étages géologiques sans laisser la possibilité de lacune ou de chevauchement entre eux. La définition des points stratotypiques mondiaux est toujours en cours mais une grande majorité des étages sont déjà encadrés par ces PSM.

## Équivalence, subdivisions et dénomination
L'équivalent de l'étage en géochronologie s'appelle un âge.
L'étage représente l'unité de base du temps géologique, même si celle-ci peut encore se décliner en sous-étages, puis en zones, sous-zones et horizons biostratigraphiques.
Les étages portent les mêmes noms que les âges, fréquemment dérivés du nom de la ville ou de la région où ils ont été décrits, par exemple l'étage Toarcien près de la ville de Thouars dans le département des Deux-Sèvres dans l'ouest de la France.

## Étages géologiques du Phanérozoïque
Le découpage de l'échelle des temps géologiques en étages ne concerne à ce jour que l'éonothème Phanérozoïque c'est-à-dire les temps postérieurs à l'explosion cambrienne (apparition de la plupart des grands embranchements actuels de métazoaires et grande diversification des faunes, il y a environ 541 millions d'années). Une centaine d'étages sont définis, avec pour certains des noms provisoires comme dans le système Cambrien où plusieurs étages ne portent encore que des numéros d'ordre (étages 2, 3 ,4, 5, 10).

## Durée d'un étage
Si l'on exclut la période Quaternaire, la durée d'un étage est de l'ordre de quelques millions d'années (moyenne = 5,7 Ma, médiane = 5 Ma). Un certain nombre d'étages ont une durée de l'ordre de 2 millions d'années, par exemple les étages Serravallien du Miocène, Bajocien et Hettangien du Jurassique, Changhsingien du Permien ou Gorstien et Aéronien du Silurien, uniquement pour ceux qui sont, à ce jour, clairement définis entre deux points stratotypiques mondiaux (PSM). Certains étages, au contraire, couvrent des intervalles de temps beaucoup plus longs, jusqu'à 16 millions d'années pour l'étage Viséen du Carbonifère et même 20 millions d'années pour le Norien, dans le Trias, dont la durée reste à préciser.